# Alex Gough
Alex Gough (Calgary, 12 de mayo de 1987) es una deportista canadiense que compite en luge en la modalidad individual.
Participó en cuatro Juegos Olímpicos de Invierno, entre los años 2006 y 2018, obteniendo dos medallas en Pyeongchang 2018, plata en la prueba por equipo y bronce en la individual. Ganó seis medallas en el Campeonato Mundial de Luge entre los años 2011 y 2016.
Vive y entrena en Calgary, donde asistió a la Escuela Nacional de Deportes. Posteriormente estudió Ingeniería civil en la Universidad de Calgary.

## Carrera deportiva
Comenzó a practicar luge a los 13 años en el Parque Olímpico de Canadá en Calgary, luego de practicar esquí alpino cuando era niña. En 2005 ingresó al equipo canadiense.

### Juegos Olímpicos
En los Juegos Olímpicos de Turín 2006 quedó en el puesto 20 en la competición individual. En Vancouver 2010 finalizó en la posición 18. En Sochi 2014 quedó en cuarto lugar en las pruebas individual y por equipo mixto, en el debut olímpico de este prueba.
En Pyeongchang 2018 ganó la medalla de bronce en la prueba individual (siendo la primera medalla olímpica de Canadá en este deporte) y la medalla de plata en el relevo por equipos, junto con Samuel Edney, Tristan Walker y Justin Snith.

### Campeonato y Copa Mundial
En el Campeonato Mundial de 2011, en Cesana (Italia), ganó una medalla de bronce en la prueba individual. Ese mismo año se convirtió en la primera luger canadiense que ganó una medalla de oro en la prueba individual de la Copa Mundial.
Ganó una medalla de bronce en el Mundial de 2012 junto con el equipo canadiense. Volvió a ganar una medalla de bronce en el Mundial de 2013 en el evento individual y una de plata en equipo, y repitió bronce por equipo en los Mundiales de 2015 y 2016.

## Palmarés internacional
| Juegos Olímpicos   | Juegos Olímpicos            | Juegos Olímpicos  | Juegos Olímpicos |
| Año                | Lugar                       | Medalla           | Prueba           |
| ------------------ | --------------------------- | ----------------- | ---------------- |
| 2018               | Pyeongchang (Corea del Sur) | Medalla de plata  | Equipo           |
| 2018               | Pyeongchang (Corea del Sur) | Medalla de bronce | Individual       |
| Campeonato Mundial |                             |                   |                  |
| Año                | Lugar                       | Medalla           | Prueba           |
| 2011               | Cesana (Italia)             | Medalla de bronce | Individual       |
| 2012               | Altenberg (Alemania)        | Medalla de bronce | Equipo           |
| 2013               | Whistler (Canadá)           | Medalla de plata  | Equipo           |
| 2013               | Whistler (Canadá)           | Medalla de bronce | Individual       |
| 2015               | Sigulda (Letonia)           | Medalla de bronce | Equipo           |
| 2016               | Königssee (Alemania)        | Medalla de bronce | Equipo           |